# Lights of New York (film)
Lights of New York är en amerikansk pre-code kriminaldramafilm från 1928 i regi av Bryan Foy. I huvudrollerna ses Helene Costello, Cullen Landis och Eugene Pallette. Filmen är inspelad med Vitaphones ljudsystem och är den första fullständiga talfilmen i långfilmsformat producerad av Warner Bros. De hade tidigare även producerat den första långfilmen med ljud, Don Juan, två år tidigare med samma system, men då enbart med synkroniserad musik och ljudeffekter, ingen talad dialog. De hade också året därefter producerat filmen Jazzsångaren, som delvis var en stumfilm och delvis hade synkroniserade inslag av tal och musiknummer. Den entusiasm med vilken publik mottog dessa nya talfilmer var så stor att mot slutet av 1929 producerade Hollywood uteslutande ljudfilmer.

## Rollista i urval
- Helene Costello - Kitty Lewis
- Cullen Landis - Eddie Morgan
- Mary Carr - Mrs. Morgan
- Wheeler Oakman - 'Hawk' Miller
- Gladys Brockwell - Molly Thompson
- Robert Elliott - kriminalpolis Crosby
- Eugene Pallette - Gene
- Tom Dugan - Sam
- Tom McGuire - Collins
- Walter Percival - Jake Jackson
- Guy D'Ennery - Tommy
- Jere Delaney - Dan Dickson

## Musiknummer i filmen
- "At Dawning", framförd av Harry Downing
- "Kiss and Make Up", framförd av Harry Downing
- "March Dance"